# Спешащий идиот
Спешащий идиот (англ. A moron in a hurry) — гипотетическое лицо, применительно к которому могут рассматриваться аргументы заинтересованного лица в производстве по делам о нарушении прав на товарный знак или продаже контрафактной продукции в английском гражданском процессе. Выражение используется, когда необходимо опровергнуть заявление стороны о том, что два предмета могут быть спутаны друг с другом прохожим, на том основании, что предметы настолько различны, что деловой репутации и бренду этой стороны не может быть причинён ущерб существованием другого предмета (то есть даже спешащий идиот заметил бы разницу).

## Прецеденты
Судя по всему, термин впервые был использован судьёй Фостером в деле 1978 года Morning Star Cooperative Society v Express Newspapers Limited [1979] FSR 113. В этом деле издатели Morning Star, британской газеты коммунистической партии, хотели добиться судебного запрета на открытие нового таблоида компании Express Newspapers, который должен был называться Daily Star. Судья отнёсся к требованию скептически. Он потребовал от истца показать, что:

возможно неправильное явное или неявное истолкование фактов, согласно которому газета, которую собираются выпускать ответчики, связана с бизнесом истцов и, как следствие, возможно причинение вреда интересам истцов
Оригинальный текст (англ.)a misrepresentation express or implied that the newspaper to be published by the defendants is connected with the plaintiffs' business and that as a consequence damage is likely to result to the plaintiffs

и отметил:

если кто-либо поместит эти газеты рядом друг с другом, лично я сочту, что они отличаются друг от друга настолько во всех возможных отношениях, что только спешащий идиот может их перепутать.
Оригинальный текст (англ.)if one puts the two papers side by side I for myself would find that the two papers are so different in every way that only a moron in a hurry would be misled.

В том же году, выражение было процитировано в том же контексте в деле Newsweek Inc. против British Broadcasting  Corp. [1979] R.P.C. 441 Лордом Деннингом.
Фраза рассматривалась канадскими судами в деле C.M.S.IndustriesLtd против UAP Inc., 2002 SKQB 303, где суд решил, что UAP нарушило права истца на торговый знак. Однако довольно скоро, в деле Mattel, Верховный суд Канады отошёл от анализа «спешащего идиота», заменив его на рассмотрение точки зрения «обычных спешащих покупателей». Данный стандарт представлял собой промежуточную ступень между «идиотом» и «осторожным и прилежным покупателем». Данный стандарт Mattel в настоящее время используется судами Канады.
Фраза была возрождена юристами Apple Computer в судебной тяжбе компании с музыкальным лейблом Apple Corps, на котором записывались The Beatles. Предметом спора стало появление логотипа Apple Computer в форме яблока в некоторые моменты при использовании iTunes Music Store. Юристы компании публично заявили, что iTunes, как сервис распространения музыки, не может быть спутан с музыкальным лейблом Apple Corps. Однако данный спор прямо не затрагивал выдачи товара одной фирмы за товар другой фирмы, которое требовало бы оценки степени смешения и ущерба. Вместо этого Apple Corps опиралась на то, что Apple нарушило положения предыдущего соглашения об урегулировании использования торговых знаков. В 1991 году Apple Computer согласилось не использовать логотип в связи с музыкальными записями. Apple (в 2007 году отбросившая слово «Computer» из фирменного наименования и известная с этого времени как «Apple Inc.») в настоящее время основывает свою позицию на том, что iTunes не производит собственной музыки.